# T.I.
Clifford Joseph Harris Jr. (született 1980. szeptember 25-én), szakmai nevén T.I. vagy Tip, egy amerikai rapper. Atlanta, Georgia-ban született és nevelkedett, és Harris-t a hip hop alstílusának, a trap music úttörőjeként tartják számon, a szintén Georgia-alapú rapper-ek, Jeezy és Gucci Mane társaságában.
Először megismerkedett a helyi zenei vezetővel, Kawan "KP" Prather-rel, és az 1990-es évek végére csatlakozott az ő cége, a Ghet-O-Vision Entertainment-hez. 1999-ben aláírta első nagyvállalati lemezszerződését a szülőcégével, a LaFace Records-zel, amely a Arista Records egyik lemezkiadója.
Harris ismertségre tett szert, miután magas profilú vendégszereplést nyújtott a szintén Atlantában működő rapper, Bone Crusher 2003-as slágerén, a "Never Scared"-en. Második albuma, az Trap Muzik (2003) a Billboard 200 listán a negyedik helyre került, és olyan Billboard Hot 100 top 40-es slágereket eredményezett, mint a "Rubber Band Man" és a "Let's Get Away" (a Jazze Pha közreműködésével). A következő évben Harris vendégszerepet vállalt Lil Wayne-nel együtt a Destiny's Child slágerén, a "Soldier"-en, és ebből kiindulva adta ki harmadik albumát, az Urban Legend-t (2004). A következő három stúdióalbumát a Billboard 200 élén mutatta be; a negyedik és ötödik, a King (2006) és a T.I. vs. T.I.P. (2007) folyamatos sikereket értek el, vezetve olyan Billboard Hot 100 top tízes slágerekkel, mint a "What You Know" illetve a "Big Shit Poppin' (Do It)".
Harris hatodik albuma, a Paper Trail (2008) hozta számára a legnagyobb kereskedelmi sikert. Az első heti 500 000 példányos eladásáért a Recording Industry Association of America (RIAA) arany tanúsítványját szerezte meg, és két Billboard Hot 100 csúcstalálatú slágert eredményezett: a "Whatever You Like" és a "Live Your Life" (a Rihanna közreműködésével); az utóbbi lecserélte az előbbit a listavezetésnél, és Harris lett az első rapper, aki egyszerre foglalta el a lista két csúcsát. Egy tizenegy hónapos incarceration után megjelent hetedik stúdióalbuma, a No Mercy (2010), mely vegyes kritikákat kapott és kereskedelmi visszaesést mutatott. Nyolcadik albuma, a Trouble Man: Heavy Is the Head (2012) kettős visszatérést hozott. Harris vendégszerepet vállalt Pharrell Williams-zel együtt Robin Thicke 2013-as slágerében, a "Blurred Lines"-ben, amely a Billboard Hot 100 élére került, és 22 másik országban is az első helyet érte el.
A következő évben lejárt szerződése az Atlantic-kel; aláírta a szerződést a Columbia Records-szal, és Williams-t kinevezte executive producer-nak kilencedik stúdióalbumához, a Paperwork-hoz (2014). Az előző albumhoz hasonlóan ez is a Billboard 200-as listán a második helyre került, és pozitív kritikai fogadtatásban részesült. Egy évvel később tovább dolgozott az album munkatársával, és ekkor ismét a hazai szülővárosából, Young Thug-ból együtt létrehozta a rövid életű hip hop kollektívumot, a Bankroll Mafia-t. 2016-ban aláírta szerződését Jay-Z Roc Nation címkéjével, hogy kiadja politikai Us or Else (2016–2017) extended play sorozatát és válogatásos albumát, a We Want Smoke-t (2017); később 2018-ban szerződött az Epic Records-szal, hogy kiadja hosszú ideje váratott tizedik albumát, a Dime Trap-t, abban az év októberében. Egyundik albuma, a The L.I.B.R.A. (2020) volt az első, amelyet függetlenül adott ki. A tizenkettedik albumát, a Kill the King-t véglegesnek jelentették be, bár a kiadási ütemterv még bizonytalan.
Harris, aki három Grammy Award-ot nyert, a 2000-es években a hip hop és a Southern hip hop vezető alakjaként került leírásra. 19 jelölést kapott az elismerésre, valamint 12 Billboard Music Awards, három BET Awards és két American Music Awards díjat. Az iparág kiemelkedő előadói közül többen aláírtak szerződést T.I.-vel a Grand Hustle Records címkéjén keresztül a szervezet megalakulása óta, többek között Travis Scott, B.o.B és Iggy Azalea. Színészi karrierje során Harris szerepelt az olyan filmekben, mint az ATL, Takers, Get Hard, Identity Thief, valamint a Marvel Cinematic Universe filmekben, mint az Ant-Man és annak folytatásában, Ant-Man and the Wasp, továbbá olyan reality television sorozatokban, mint a T.I.'s Road to Redemption, T.I. & Tiny: The Family Hustle és The Grand Hustle. Íróként két regényt publikált: a Power & Beauty (2011) és a Trouble & Triumph (2012). Az évtized végére a Billboard a 2000-es évek 27. legjobb előadójának rangsorolta őt. Sablon:Toc limit

## A kezdetek
Clifford Joseph Harris Jr. 1980. szeptember 25-én született Atlanta, Georgia-ban, Clifford "Buddy" Harris Sr. és Violeta Morgan gyermekeként. Őt a nagyszülei nevelték Atlantában, a Center Hill negyedben, közvetlenül a Bankhead Highway mellett, és a Bankhead környékén élt. Édesapja New Yorkban élt, és gyakran meglátogatta őt. Buddy Alzheimer-kórban szenvedett, és 2002-ben meghalt a betegség következtében.
Harris nyolcéves korában kezdett el rapelni. A művészneve eredetileg gyerekkori becenevéből, a "Tip"-ből származik, amelyet apai ükapa után kapott. Egy időben "Rubber Band Man"-ként is ismerték, ami arra a szokásra utalt, hogy gumiszalagokat viseltek a csuklón, jelezve a drogokkal vagy pénzzel kapcsolatos gazdagságot.

## Diszkográfia
- I’m Serious (2001)
- Trap Muzik (2003)
- Urban Legend (2004)
- King (2006)
- T.I. vs. T.I.P. (2007)
- Paper Trail (2008)
- No Mercy (2010)
- Trouble Man: Heavy Is the Head (2013)
- Paperwork (2014)
- The Dime Trap (2016)

## Filmográfia
| Év   | Cím                                                | Eredeti cím                        | Szerep név                | Magyar hang     |
| ---- | -------------------------------------------------- | ---------------------------------- | ------------------------- | --------------- |
| 2006 | Görkorin az életbe                                 | ATL                                | Rashad Swann              |                 |
| 2007 | Amerikai gengszter                                 | American Gangster                  | Stevie Lucas              | Hamvas Dániel   |
| 2008 |                                                    | For Sale                           | Omar Burgess              |                 |
| 2010 | Tökéletes bűnözők                                  | Takers                             | Rivers "Szellem" Delonte  | Géczi Zoltán    |
| 2013 | Személyiségtolvaj                                  | Identity Thief                     | Julian                    | Géczi Zoltán    |
| 2015 | Törtetők                                           | Entourage                          | önmaga                    | Berkes Bence    |
| 2015 | Keményítőkúra                                      | Get Hard                           | Russell                   | Welker Gábor    |
| 2015 | A Hangya                                           | Ant-Man                            | Dave                      | Makranczi Zalán |
| 2016 | Popsztár: Soha ne állj le (a soha le nem állással) | Popstar: Never Stop Never Stopping | önmaga                    |                 |
| 2017 | Álmatlanság                                        | Sleepless                          | Sean Cass/Derrick Griffin | Orosz Ákos      |
| 2018 |                                                    | Krystal                            | Willie                    |                 |
| 2018 | A Hangya és a Darázs                               | Ant-Man and the Wasp               | Dave                      | Makranczi Zalán |
| 2019 | A nevem Dolemite                                   | Dolemite Is My Name                | Walter Crane              |                 |
| 2019 |                                                    | ATL 2                              | Rashad Swann              |                 |
| 2020 |                                                    | Cut Throat City                    | Bass                      |                 |
| 2020 | Monster Hunter – Szörnybirodalom                   | Monster Hunter                     | Link                      | Papp Dániel     |

### Televíziós szerepek
| Év        | Magyar cím     | Eredeti cím                                               | Szerep         | Megjegyzések                         |
| --------- | -------------- | --------------------------------------------------------- | -------------- | ------------------------------------ |
| 2005      | A narancsvidék | The O.C.                                                  | önmaga         | 1 epizód                             |
| 2008      | Törtetők       | Entourage                                                 | önmaga         | 1 epizód                             |
| 2009      |                | T.I.'s Road to Redemption                                 | önmaga         | főszereplő                           |
| 2009      |                | Kathy Griffin: My Life on the D-List                      | önmaga         | 1 epizód                             |
| 2011–2017 |                | T.I. and Tiny: The Family Hustle                          | önmaga         | főszereplő                           |
| 2012–2014 |                | Single Ladies                                             | Luke           | 3 epizód                             |
| 2012      |                | Boss                                                      | Trey           | 8 epizód                             |
| 2012      | Hawaii Five-0  | Hawaii Five-0                                             | Ray            | 1 epizód                             |
| 2014      | Gátlástalanok  | House of Lies                                             | Lucas          | 6 epizód                             |
| 2016      | Gyökerek       | Roots                                                     | Cyrus          | minisorozat magyar hangja Szabó Máté |
| 2016      |                | The Eric Andre Show                                       | önmaga         | 1 epizód                             |
| 2017      |                | Tom Clancy's Ghost Recon Wildlands: War Within The Cartel | Marcus Johnson | tévéfilm                             |
| 2017      |                | The Breaks                                                | Paul Anders    | 1 epizód                             |
| 2018–     |                | T.I. & Tiny: Friends & Family Hustle                      | önmaga         | főszereplő                           |
| 20l8      |                | The Grand Hustle                                          | önmaga         | 1 epizód                             |
| 2021      | Ritmusra       | Rhythm + Flow                                             | önmaga         | zsűri                                |

## Fordítás
- Ez a szócikk részben vagy egészben  a   T.I. című angol Wikipédia-szócikk fordításán alapul.  Az eredeti cikk szerkesztőit annak laptörténete sorolja fel. Ez a jelzés csupán a megfogalmazás eredetét és a szerzői jogokat jelzi, nem szolgál a cikkben szereplő információk forrásmegjelöléseként.